# Capella de la Sagrada Família (Santa Eulàlia de Riuprimer)
La Capella de la Sagrada Família és una obra de Santa Eulàlia de Riuprimer (Osona) inclosa a l'Inventari del Patrimoni Arquitectònic de Catalunya.

## Descripció
Edifici religiós. Capella de nau única amb l'absis poligonal. L'interior és cobert amb volta de canó rebaixada i decorada amb motllures de guix i policromada a partir de les impostes de l'arc i també l'absis. A l'interior s'hi conserva un retaule.
És coberta a dues vessants i al davant s'hi forma un portal d'arc de mig punt i un petit atri. Al damunt hi ha un òcul emmarcat amb pedra picada. Al damunt hi ha un campanaret d'espadanya.
És construïda amb pedra i fusta i arrebossada al damunt. Es troba a pocs metres de la casa.

## Història
La capella de Torrents dedicada a la Sagrada Família fou edificada amb motiu de què el bisbe de Vic hi passava els estius i calia que tingués una església on poder celebrar missa.
La feu construir Antònia Rius Bofill, Vda. De Genís, vers l'any 1952 i pertany a la parròquia de Sant Eulàlia de Riuprimer